# M.U.D.S.
M.U.D.S. is een videospel voor diverse platforms. Het spel werd uitgebracht in 1990.

## Platforms
| Jaar | Platform |
| ---- | -------- |
| 1990 | DOS      |
| 1991 | Amiga    |

## Ontvangst
| Beoordeeld door                | Platform | Datum         | Score |
| ------------------------------ | -------- | ------------- | ----- |
| Amiga Joker                    | Amiga    | januari 1991  | 87%   |
| ASM (Aktueller Software Markt) | DOS      | november 1990 | 83%   |
| PC Leisure                     | DOS      | november 1990 | 80%   |
| Power Play                     | Amiga    | april 1991    | 80%   |
| Power Play                     | DOS      | december 1990 | 80%   |